# Sergio Ramos
Sergio Ramos García (Camas, Sevilla, 30 de marzo de 1986) es un futbolista español que juega como defensa en el Club de Fútbol Monterrey de la Primera División de México. Fue internacional con la selección de España en 180 ocasiones, debutó el 26 de marzo de 2005 y disputó su último encuentro el 31 de marzo de 2021, con la que se proclamó campeón del mundo en 2010 y campeón de Europa en 2008 y 2012.
Formado en las categorías inferiores del Sevilla Fútbol Club, debutó en Primera División con el equipo sevillano en 2004. Para la temporada 2005-06 fichó por otro equipo de España, el Real Madrid Club de Fútbol, equipo del que fue capitán desde el curso 2015-16 y con el que se ha proclamado, entre otros títulos, pentacampeón de Liga, tetracampeón de Europa y tetracampeón del mundo. Además, es el cuarto jugador con más partidos (671) en la historia del conjunto blanco, tras Raúl (741), Iker Casillas (725) y Sanchís (708).
Fue internacional absoluto con la selección española desde 2005 y fue su capitán desde 2016. Con ella se ha proclamado bicampeón de Europa (2008, 2012), y campeón del mundo (2010). Es el futbolista español con más internacionalidades –desde el 12 de octubre de 2019–, Es el tercer jugador europeo con más partidos internacionales con su selección nacional (180), solo por detrás de Cristiano Ronaldo (219) y Luka Modric (186)  mientras que a nivel mundial es el futbolista con más victorias en partidos de selección.
Elegido por la prestigiosa revista France Football en su Dream Team histórico como uno de los diez mejores centrales de la historia, se encuentra entre los diez defensores con más goles de la historia, en el segundo puesto de la historia del campeonato de liga de España (primero si no se contabilizan los goles de Fernando Hierro cuando jugaba de centrocampista) y el segundo en la historia de la Liga de Campeones (empatado con Gerard Piqué), ambos a un solo gol de empatar a Roberto Carlos, máximo goleador histórico del torneo como defensor. Ha sido nominado al Balón de Oro en seis ocasiones, y ostenta el récord como defensor más premiado en los onces ideales de FIFA (11) y UEFA (8), antes de que el 14 de diciembre de 2020 fuera incluido como defensa central en el tercer Dream Team histórico del Balón de Oro.

## Trayectoria

### Inicios en Sevilla
Comenzó a jugar en su localidad de nacimiento Camas (Sevilla), antes de pasar a las categorías inferiores del Sevilla Fútbol Club. Sergio Ramos es otro producto más de la cantera del Sevilla, convirtiéndose así en un importante pilar en el que se apoyaba el Sevilla B, actualmente Sevilla Atlético.
En la temporada 2003-04, Sergio Ramos, quien ya apuntaba muy buenas maneras en las secciones inferiores del equipo hispalense, alternó el filial Sevilla Fútbol Club "B" con el primer equipo. Fue Joaquín Caparrós el encargado de hacer debutar al canterano el día 1 de febrero de 2004, en un partido que enfrentó a los sevillistas contra el Real Club Deportivo de La Coruña. Durante su estancia en Sevilla, coincidió con Jesús Navas y con el fallecido Antonio Puerta, en la que fue una de las remesas de canteranos más sobresalientes de la historia del club.
Tras solo dos temporadas en el primer equipo y debido a desencuentros con el entonces presidente José María del Nido, fue transferido al Real Madrid Club de Fútbol en el verano de 2005 por 27 millones de euros, convirtiéndose en el momento en el traspaso más caro de la historia por un jugador de su edad. Fue el único jugador español incorporado al club durante la primera presidencia de Florentino Pérez.

### Sus años dorados en el Real Madrid
En el Real Madrid Club de Fútbol —donde con apenas 19 años llegó a compartir vestuario con futbolistas como Zinedine Zidane, Roberto Carlos, Raúl González, David Beckham o Ronaldo Nazário, conocidos como «los galácticos»— le fue asignado el dorsal número 4, —dorsal de gran historia dentro del club—, vacante por la salida del excapitán Fernando Hierro. Respecto a esto Ramos ya había comentado que “El dorsal que más me gusta es el 4. Portar el de Fernando Hierro sería un orgullo”, demostrando así la confianza que tenía en sí mismo.
Debutó como madridista el 10 de septiembre de 2005 —bajo las órdenes del técnico brasileño Vanderlei Luxemburgo— durante un partido de Liga contra el Real Club Celta de Vigo en el Santiago Bernabéu. Ramos entró tras el descanso en reemplazo de Francisco Pavón donde el Madrid acabó perdiendo por 2-3.
Su primer gol lo marcó el 6 de diciembre del mismo año —de cabeza tras una falta lanzada por Raúl Bravo— en una derrota en Liga de Campeones contra el Olympiakós Peiraiós en Atenas. En su primera temporada defendiendo la camiseta blanca llegó a convertir seis goles en todas las competiciones: en liga, dos al Málaga Club de Fútbol, uno al Real Club Deportivo Mallorca, y uno al Real Club Deportivo de La Coruña; uno en Copa del Rey frente al Athletic Club; y el ya mencionado en Liga de Campeones frente al club griego.
En su segunda campaña Ramos fue uno de los referentes del equipo de las remontadas de Fabio Capello, sucesor de Luxemburgo. El sevillano fue pieza básica junto a hombres como Roberto Carlos, Ruud van Nistelrooy o Iker Casillas para que el Madrid lograra el título de Liga. Cabe destacar que Ramos disputó los decisivos encuentros del final de aquella temporada con el tabique nasal roto. La lesión —producida por un golpe en el rostro de Roy Makaay— ocurrió el 7 de marzo de 2007 cuando el Madrid quedó eliminado de la Liga de Campeones tras caer ante el Bayern de Múnich en Alemania. «No es momento para dejar tirado al equipo. Ya me operaré cuando acabe la Liga» le dijo Ramos a los doctores cuando estos —tras examinarlo en los días posteriores— le informaron que debía operarse. Recién en junio —al inicio de sus vacaciones— pasó por el quirófano. Esa temporada volvió a conseguir un registro de seis goles: cinco en Liga —uno de ellos ante el Fútbol Club Barcelona en el empate 3-3 del Camp Nou— y otro en Liga de Campeones.
El 11 de julio de 2007 —antes del inicio de su tercera temporada en el Madrid— Ramos firmó una mejora de contrato. El sevillano se mostró «contento» y se refirió también a la contratación del central alemán Christoph Metzelder —fichado en marzo de ese año— asegurando que «me gusta que haya competencia, me gusta que haya jugadores que ocupen mi misma posición». Sin embargo el club no solo fichó a «Metze» sino que también al portugués Pepe.
Debido a la llegada de estos dos centrales el sevillano comenzó a jugar de lateral derecho, alternando partidos tanto en esa demarcación como en la de central. La falta de laterales diestros en el equipo y en el mercado —incluso también en la selección española— hizo que Ramos terminara por adaptarse a su nueva posición. El 20 de octubre de 2007 —ante el Espanyol— Ramos cumplió 100 partidos de blanco. Pese a la derrota del Madrid en ese partido el defensor celebró su centenario marcando un gol. Esa temporada volvió a conquistar el título de Liga.
Tras ese verano —el 24 de agosto de 2008— conquistó la Supercopa de España ante el Valencia Club de Fútbol. Ramos marcó el segundo gol del Madrid en el partido de vuelta que acabó con triunfo blanco de 4-2 en el Bernabéu.
Durante aquella temporada Ramos cumplió 200 partidos con el Real Madrid (150 de ellos en Liga). El sevillano alcanzó esta cifra el 21 de febrero de 2010 en un partido contra el Villarreal Club de Fútbol. «Es un orgullo cumplir tantos partidos con la camiseta blanca y poder hacer historia. No es algo fácil, y menos en un club tan grande como este. Mi objetivo es seguir sumando partidos y llenar mi palmarés de títulos en este equipo» diría Ramos. Y el 30 de abril de ese mismo año alcanzó —sumando su trayectoria en el Sevilla y en el Madrid— los 200 partidos en Liga.

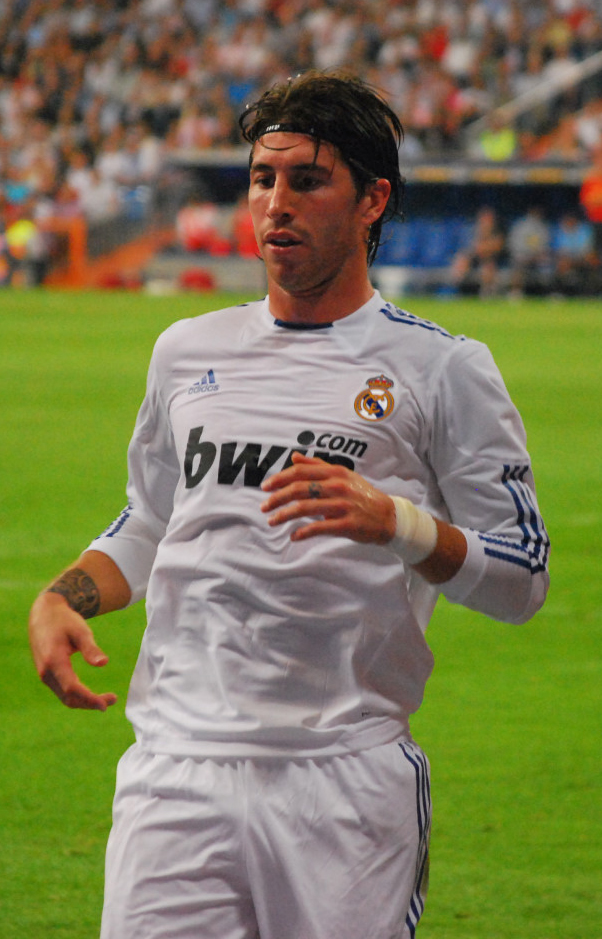
Ramos —durante la temporada 2010-11— en un partido contra el Real Club Deportivo Espanyol.

La siguiente temporada —tras la marcha de Raúl y Guti del club— se convirtió en el segundo capitán del equipo tras Iker Casillas. Esa misma campaña —el 29 de noviembre de 2010 tras una expulsión frente al F. C. Barcelona— Ramos igualó a Fernando Hierro como futbolista con más expulsiones en Liga con el Real Madrid. El sevillano recibió su décima tarjeta roja en 175 partidos de Liga con el Madrid mientras que Hierro necesitó 439. Curiosamente, solo días después —el 1 de diciembre— la Federación Sevillana de Fútbol le otorgó el «Premio al Juego Limpio».
El 19 de febrero de 2011 ante el Levante U. D. se estrenó como capitán en partido oficial debido a una sanción de Casillas.
El 20 de abril de ese mismo año conquistó la Copa del Rey tras derrotar por la mínima al Fútbol Club Barcelona en Mestalla. En las celebraciones posteriores, mientras el autobús con los campeones se acercaba a la Cibeles, a Ramos se le escapó la Copa de las manos cayendo junto a una de las ruedas delanteras del vehículo, y siendo arrollada por el mismo.
Esa temporada acabó con un registro de 4 goles: 1 en Liga de Campeones y 3 en Liga. Uno de sus goles —ante el Athletic Club el 20 de noviembre de 2010— causó gran polémica debido a que el sevillano se saltó el protocolo establecido para el lanzamiento de penaltis tomando la responsabilidad por encima de Cristiano Ronaldo y Xabi Alonso. Ramos marcó el penalti, pero Mourinho —que estaba en la grada— pidió explicaciones a su cuerpo técnico.
Los primeros nueve partidos de aquella temporada —teniendo en cuenta todas las competiciones— los jugó como lateral derecho. Sin embargo a partir de octubre de 2011 —específicamente desde un partido contra el Espanyol en Cornellà-El Prat— comenzó a hacerlo en la posición de central. Esto debido principalmente a una serie de lesiones del portugués Ricardo Carvalho. En ese mismo partido, además, el sevillano cumplió 200 partidos en Liga con el Real Madrid.
En su nueva demarcación destacó de inmediato hasta el punto de que en los primeros siete partidos que encadenó como central el Madrid encajó tan sólo un gol. Como central, además, Ramos no vio mermado su potencial ofensivo y el 19 de octubre marcó —ante el Lyon en Liga de Campeones— su primer gol de la temporada. Incluso el propio Mourinho llegó a declarar en noviembre de ese año que «Sergio ha crecido jugando en esa posición».
En enero de 2012 fue incluido en el FIFA/FIFPro World XI como parte del «Once Ideal de 2011». Sin embargo tanto el sevillano como sus compañeros de equipo: Cristiano Ronaldo, Alonso e Iker Casillas —también electos— no pudieron asistir a la gala de premiación recibiendo el reconocimiento casi un mes después.
El 21 de marzo de 2012 —en el empate 1-1 ante el Villarreal Club de Fútbol en El Madrigal— Ramos fue expulsado tras doble amarilla. Aquella fue la 11.ª expulsión del central en 221 partidos ligueros disputados hasta la fecha con el Madrid. De esta forma el central superó a Fernando Hierro (que en 439 partidos de Liga fue expulsado diez veces), transformándose así en el madridista más expulsado en Liga de la historia. Ese mismo día cumplió 300 partidos oficiales con la camiseta blanca.
Aquella temporada, el Madrid cayó eliminado tanto en Copa del Rey como en Liga de Campeones. En Copa le eliminó el Fútbol Club Barcelona en cuartos. Tanto en el partido de ida como en el de vuelta Ramos se vio involucrado en polémicas. Tras la ida (que el Madrid perdió por 1-2 en el Bernabéu) se habló de una discusión entre Ramos y Mourinho —en la que también participó Casillas— durante un entrenamiento en Valdebebas. En el partido de vuelta el central acabó expulsado y antes de abandonar el césped Mourinho le dijo algo al oído que después en rueda de prensa con quiso revelar. Mientras que en Liga de Campeones alcanzó las semifinales en las cuales se enfrentó al Bayern Múnich. En la tanda de penaltis que decidió la eliminatoria Ramos falló, tirando su penalti muy por arriba de la portería.
Sin embargo tras la caída en ambas competiciones el Madrid se hizo con Liga 2011.12. Y Ramos fue pieza clave de aquel «Real Madrid de los récords» que —además de conseguir otros varios registros nunca antes vistos— conquistó el título con 100 puntos inéditos y 121 goles: La mayor cantidad de anotaciones —en una temporada— en la historia de la competición. A nivel personal el sevillano repitió sus números de la campaña anterior al conseguir un total de 4 goles: 1 en Liga de Campeones y 3 en Liga. Posteriormente recibió el premio de la LFP al Mejor Defensa de aquella temporada.

«Me parece un defensor distinto, muy grande, con mucha personalidad en el campo. Tiene unas cualidades que le hacen diferente y por eso puede jugar en varias posiciones. A mi me gusta más de central. Es muy fuerte en el centro de la defensa, juega de una forma más natural, donde exprime mejor sus cualidades. Va muy bien de cabeza, con los pies y es inteligente. Aunque también tengo que decir que es un buen lateral».
Franco Baresi. Milán, 7 de febrero de 2012.

El 29 de agosto de 2012, los blancos conquistaron la Supercopa de España tras derrotar al Fútbol Club Barcelona.
El 10 de diciembre de ese año presentó su biografía «Sergio Ramos: Corazón, carácter y pasión». Durante el acto el central declaró que «Espero poder retirarme en el Real Madrid».
En enero de 2013 volvió a ser incluido en el FIFA/FIFPro World XI.
El 2 de marzo, marcó en un Clásico ante el Fútbol Club Barcelona. Días antes —en la vuelta de las semifinales de la Copa del Rey— los blancos ya habían derrotado a los culés en el Camp Nou certificando así su pase a la final. Pero ahora se enfrentaban en Liga y Ramos se alzó como el héroe de su equipo al marcar el tanto del triunfo en el minuto 82. En abril de 2013, el Real Madrid caía eliminado en la semifinal de la Liga de Campeones por tercer año consecutivo, pese a su gol en el minuto 88 frente al Borussia Dortmund.
Durante la siguiente temporada, fue Ramos quien portó el brazalete de capitán en los partidos de Liga, debido a la suplencia de Iker Casillas en esta competición. El 13 de enero de 2014, en la ciudad suiza de Zúrich, el central madridista recibió el premio FIFA/FIFPro World XI como parte del equipo ideal de 2013, obteniendo dicho reconocimiento por tercer año consecutivo.
El 26 de abril de 2014, Ramos colaboró con un tanto en la goleada por 4-0 que los blancos le propinaron a Club Atlético Osasuna. Apenas tres días después, el 29 de abril de 2014, el Real Madrid se enfrentó al Bayern Múnich en el Allianz Arena, en partido correspondiente a la vuelta de semifinales de Liga de Campeones. El defensor, con dos goles de cabeza en la primera mitad, fue uno de los grandes artífices en la histórica goleada por 0 a 4 frente al cuadro bávaro, que clasificaba al elenco madrileño (0-5 resultado global) para una final de Copa de Europa después de 12 años.
En el siguiente encuentro volvió a ver puerta, esta vez ante el Valencia, consiguiendo así su cuarto tanto en tres partidos. La racha anotadora de Ramos no se detuvo ahí; tres días después marcó de libre directo frente al Real Valladolid.
Coronó su temporada en la final de la Liga de Campeones, disputada ante el Atlético de Madrid en el Estádio da Luz, volviendo a ser decisivo al marcar el tanto del empate en el minuto 93', (considerado por algunos hinchas como Minuto noventa y Ramos) forzando así la prórroga, en la cual los blancos acabaron imponiéndose por 4-1. Diversos medios de comunicación destacaron al defensa como el héroe de la Décima. El camero conquistaba así su primera Liga de Campeones.
Ramos finalizó el curso con siete goles, el mejor registro de su carrera. «Un defensa con alma de delantero», como él mismo se definió.
El 12 de agosto de 2014 conquistó su primera Supercopa de Europa tras vencer por 2-0 al Sevilla Fútbol Club, en el partido disputado en Cardiff, Gales, siendo su segundo título internacional a nivel de clubes.

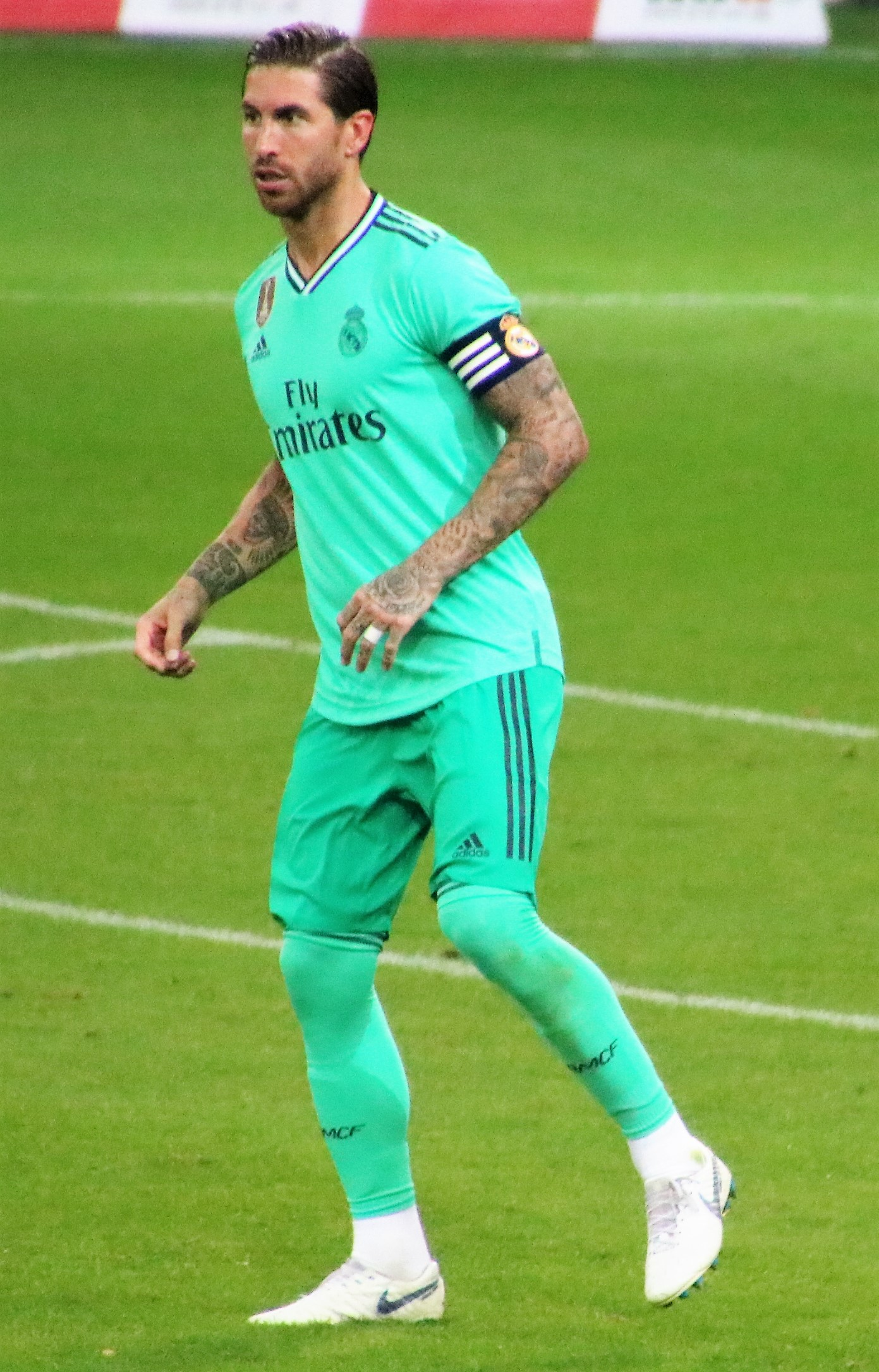
Ramos en 2019 durante la pretemporada.

El 16 de diciembre disputó la semifinal del Mundial de Clubes ante el equipo mexicano Cruz Azul, marcando el primer tanto de los blancos (0 a 4). En ese partido, debió ser sustituido a causa de unos problemas musculares, por lo que su presencia en la final estuvo en duda hasta el último momento. Finalmente, y como él mismo reconoció más tarde, «arriesgó» para poder jugar, y volvió a ser decisivo al abrir, nuevamente, el marcador para su equipo con un gol de cabeza a la salida de un córner.
Renovó su contrato con el club blanco el 17 de agosto de 2015, por 5 años más, tras meses de especulaciones sobre una posible salida al Manchester United.
El 28 de mayo de 2016 levantó su primera Liga de Campeones como capitán, en el Estadio Giuseppe Meazza de Milán. En esta segunda final disputada ante el Atlético de Madrid, fue elegido mejor jugador del partido, tras volver a marcar en una final continental y haber trasformado su lanzamiento, en la decisiva tanda de penaltis. El 9 de agosto de 2016 conquistó su segunda Supercopa de Europa, con otro gol trascendental en el minuto 93, que llevó el partido a la prórroga, en la que finalmente se impuso el Real Madrid al Sevilla por 3-2.
El 3 de junio de 2017 levantó, como capitán, su segunda Liga de Campeones consecutiva, al imponerse en la final de Cardiff a la Juventus F.C. por un contundente 4–1.
El 15 de abril de 2018, después de un partido con el Real Madrid en Málaga, varios jugadores fueron llamados a un control antidopaje. Ramos decidió ducharse antes del test de orina, algo prohibido. Únicamente evitó la sanción porque el control lo hizo un solo agente, en lugar de dos como exige el reglamento español.
El 26 de mayo de 2018 levantó, como capitán, su tercera Liga de Campeones consecutiva, la cuarta en su carrera, tras imponerse por 3-1 al Liverpool F.C. en la final de Kiev.
El 19 de septiembre de 2018 y en un partido de Champions League contra la AS Roma, Ramos se convirtió en el jugador al que más tarjetas amarillas le han mostrado en la historia de la Champions League, con un total 37, superando a Paul Scholes.
El 20 de octubre de 2018, Ramos jugó su encuentros número 400 por la Liga con la camiseta del Madrid, en la derrota por 1-2 ante el Levante. Tras una serie de malos resultados del equipo y el despido del entrenador Julen Lopetegui, Ramos anotó un gol al Real Valladolid a los Panenka, en el primer encuentro de la La Liga 2018-19 bajo la dirección de Santiago Solari. Repitió este estilo de disparo nuevamente dos semanas después en la victoria por 2-4 al Celta de Vigo, el mismo Antonín Panenka dijo sobre Ramos que es el mejor "imitador" de la técnica. Disputó la Copa Mundial de Clubes de la FIFA 2018, jugó la semifinal ante el Kashima Antlers y anotó un gol de cabeza en la final contra el Al-Ain que el Madrid ganó por 3-1, su tercer trofeo consecutivo.
El 9 de enero de 2019, Ramos anotó de penal ante el Leganés por la Copa del Rey, el que fue su gol número 100 como profesional, excluyendo 2 goles en el equipo reserva del Sevilla. El 24 de enero anotó un doblete contra el Girona en los cuartos de final de la Copa del Rey, fue victoria por 4-2. Fue el cuarto doblete del español.
Anotó nuevamente de penal en el Derbi madrileño, su 11.º gol de la temporada superando su marca anterior de 10 goles de la temporada 2016-17. En los dieciseisavos de final de la Liga de Campeones contra el Ajax de Ámsterdam, Ramos jugó su encuentro número 600 con el Real Madrid. Una lesión en abril de 2019 lo dejó fuera por el resto de la temporada.
Ramos anotó su primer gol en la temporada 2019-20 contra el Brujas por la Liga de Campeones. El 18 de diciembre jugó su clásico español 43, proclamándose como el jugador récord en número de encuentros.
El 23 de enero Ramos anotó el penal decisivo en la tanda de penaltis contra el Atlético de Madrid por la Supercopa de España en Yeda, el Real ganó por 4-1 en los penales luego de empatar 0-0 en el tiempo extra. Este fue el título número 21 del jugador en el Real Madrid.
El 26 de febrero de 2020 Ramos sumó su cuarta tarjeta roja por la Liga de Campeones, récord que comparte con Zlatan Ibrahimović y Edgar Davids. Esta temporada jugó su clásico número 44 en la victoria 2-0 sobre Barcelona en el Bernabéu.
Después de la suspensión por tres meses de La Liga por la pandemia de COVID-19, Ramos anotó un gol el 14 de junio en la victoria por 3-1 ante la Sociedad Deportiva Eibar en el estadio Alfredo Di Stéfano. El 21 de junio anotó de penal en el 1-2 ante la Real Sociedad de Fútbol en Anoeta, fue el 20 penal convertido consecutivo del jugador por clubes y selección (incluyendo definición a penales). El 28 de junio jugó su encuentro 645 con el Real Madrid, fue en la victoria como visitante por 0-1 ante el Real Club Deportivo Espanyol, con esto Ramos igualó a Carlos Alonso Santillana en el cuarto lugar de encuentros disputados por el club. El 2 de julio, Ramos anotó su quinto penalti consecutivo con el Real Madrid al minuto 79 en la victoria 1-0 contra el Getafe Club de Fútbol, su noveno gol en el campeonato, igualando el récord de un defensor de Ezequiel Garay; este además fue su undécimo gol de la temporada, igualando su mejor marca, acontecida el curso anterior. Además este fue el gol 100 de su carrera, y el número 70 en la primera división. La victoria ante el Getafe fue el encuentro 450 en la Liga de Ramos. Tres días después anotó nuevamente de penalti al Athletic Club, con sus 10 goles en primera esta temporada igualó la marca del defensa Fernando Hierro de la temporada 1993-94. Logró ganar un nuevo título de liga con el Real al término de esta.
En el partido de Liga de Campeones correspondiente a la tercera jornada de la fase de grupos marcó su gol cien con la camiseta del equipo madridista, donde cincuenta y cinco de ellos fueron anotados de cabeza. Se convirtió además con la cifra en el defensa más goleador no solo del club, sino de la Primera División de España. De ellos, el club al que más anotó fue al Sevilla Fútbol Club con siete, seguido del Club Atlético de Madrid y del Athletic Club, ambos con seis.
El 17 de junio de 2021 anunció que no renovaría con el club.

### Paris Saint-Germain F. C.
El 8 de julio de 2021 pasó el reconocimiento médico con el equipo francés y firmó por dos temporadas, si bien su debut hubo de esperar. El jugador, que aún arrastraba lesiones de la temporada anterior en Madrid, donde sólo disputó cinco encuentros en 2021, estuvo casi cinco meses de recuperación hasta que finalmente fue convocado por primera vez con el equipo parisino para la quinta jornada de la fase de grupos de la Liga de Campeones. Disputada frente al Manchester City, Ramos no participó en el encuentro, pero sí lo hizo el día 28 de noviembre, frente a la Saint-Étienne en el campeonato francés, disputando los 90 minutos de encuentro. Sin embargo, una fatiga muscular volvió a alejarlo de la actividad.
El 22 de diciembre, Ramos vio su primera tarjeta roja con la camiseta del PSG en un partido liguero contra el Lens en donde entró en el segundo tiempo y se fue expulsado a cuatro minutos del final.[cita requerida]
El 23 de enero de 2022, Ramos marcó su primer gol con el PSG, en un partido de Ligue 1 contra el Stade de Reims que terminó 4-0.
El 20 de abril, marcó en la goleada por liga frente al Angers que terminó 0-3.[cita requerida]
Al igual que con la situación que estaba sucediendo con el futbolista argentino, Lionel Messi en su actual equipo, el 2 de junio del 2023, el club parisino, confirmó en un comunicado la salida del club del jugador español, tras finalizar la temporada.

### Vuelta al Sevilla
El 4 de septiembre de 2023, Sergio Ramos regresa al Sevilla Fútbol Club del que salió hace 18 años. El contrato que firma el jugador es de una temporada con opción a otra más.
El 29 de noviembre marcaba el gol 10000 de la historia de la UEFA Champions League desde su creación en 1992 y se convertía en el defensa que más goles marcaba en la competición.

### C. F. Monterrey
El 6 de febrero de 2025 es anunciado oficialmente como jugador del Club de Fútbol Monterrey.

## Controversia
En 2018, según la publicación alemana Der Spiegel, Sergio Ramos dio positivo en dos controles antidopaje, uno de ellos tras la Final de la Liga de Campeones de la UEFA 2016-17 contra la Juventus, y la UEFA lo encubrió. Según los documentos, Sergio Ramos consumió Dexametasona, un compuesto a base de cortisona con efecto antiinflamatorio y analgésico. Después de que el control antidopaje diera positivo, la UEFA se puso en contacto con el capitán del Real Madrid y le pidió explicaciones. El médico dijo que había inyectado la sustancia en el hombro izquierdo y el tobillo izquierdo del central para aliviar un dolor crónico. El problema es que el personal médico debía notificar a la administración de la UEFA la aplicación del medicamento, cosa que no hizo. La UEFA decidió cerrar el caso limitándose a amonestar al club y pedirle más cautela.

## Selección nacional

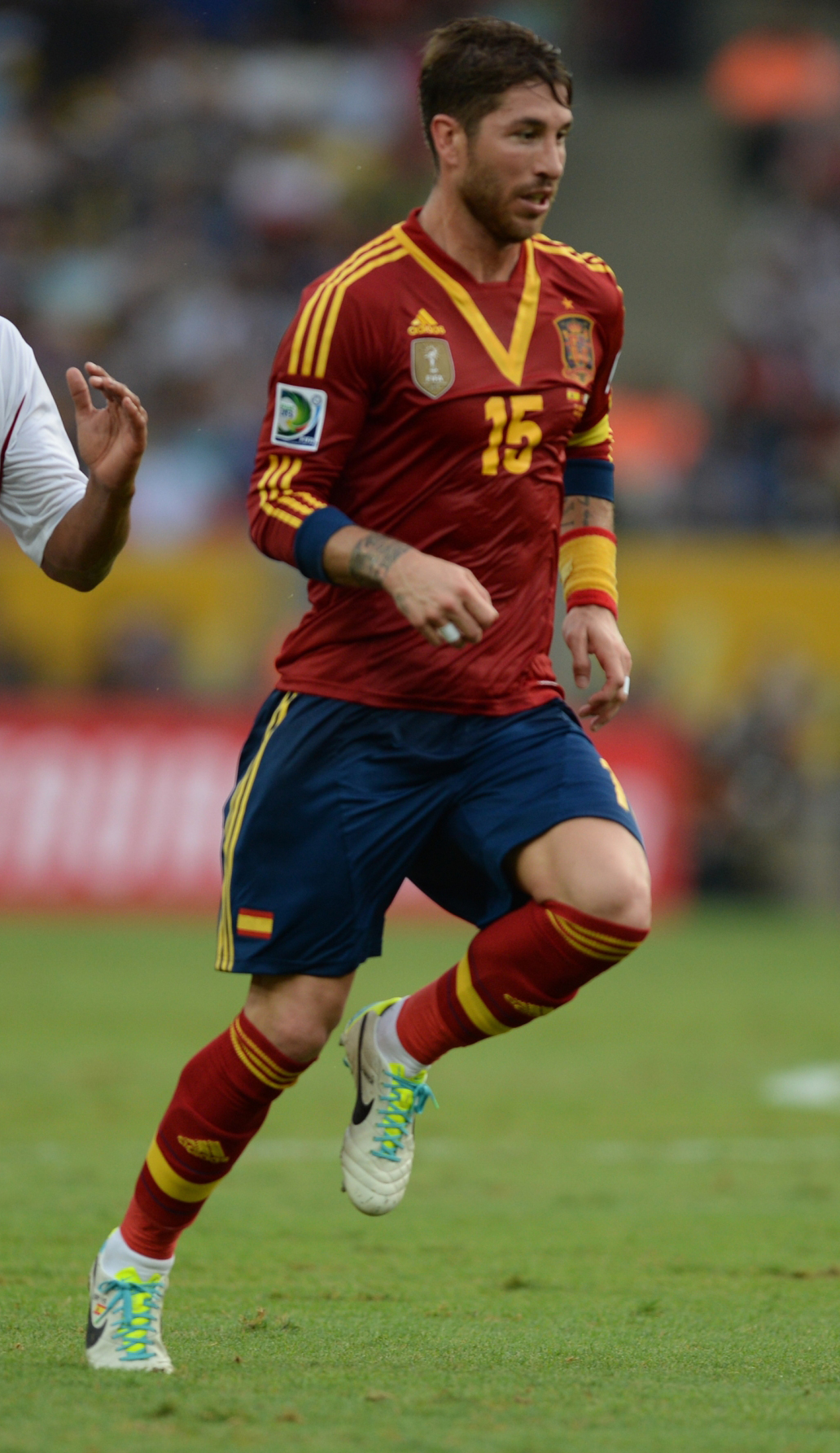
Sergio Ramos durante la Copa Confederaciones de Brasil 2013.

Su debut como internacional absoluto, se produjo con 18 años, el 26 de marzo de 2005 en Salamanca, en un amistoso en el que España se impuso por 3-0 a China. Ocho años más tarde, el 22 de marzo de 2013 en el Estadio El Molinón de Gijón, alcanzó las 100 internacionalidades, convirtiéndose en el internacional más joven de la historia en el club de centenarios. El 27 de marzo de 2015, en el Sánchez-Pizjuán de Sevilla, cumplió diez años y 125 partidos como internacional. El 12 de octubre de 2019 (Día Nacional de España) ante Noruega en Oslo, se convirtió con 168 internacionalidades, en el futbolista español con más partidos disputados en la historia de la selección nacional.
Desde la muerte de Antonio Puerta, amigo y excompañero de Sergio Ramos en el Sevilla FC, fallecido tras un fallo cardíaco durante un partido liguero a principios de la temporada 2007/08, Sergio porta el dorsal número 15 cuando juega con la selección nacional. Este era el número de Antonio Puerta cuando jugaba con La Roja.
Debutó en un gran campeonato con la selección española, en el Mundial de Alemania 2006, en el que formó como titular, en los cuatro partidos disputados por el seleccionado, cayendo en octavos de final ante la experimentada Francia de Zidane. Disputó la Eurocopa 2008 en Austria y Suiza participando en la final ante Alemania, jugando los 90 minutos y ganando el título para España. En la Copa del Mundo 2010 disputada en Sudáfrica, se proclamó campeón del mundo, habiendo disputado todos los partidos y minutos de la competición.
En la Eurocopa 2012 de Polonia y Ucrania, fue uno de los pilares de la selección española que salió campeona de Europa por segunda vez consecutiva, convirtiéndose en la primera selección de la historia que consigue defender el título, y la primera que conquista el «triplete» «Eurocopa-Mundial-Eurocopa». Formó junto a Gerard Piqué en el centro de la zaga, una inexpugnable línea defensiva desde los cuartos de final, clave en el devenir del campeonato. A nivel individual fue incluido en el «Equipo del Torneo de la Eurocopa», fue el ganador del "Premio Castrol EDGE Index" y fue elegido como "Jugador del partido" en la semifinal frente a Portugal, donde en la tanda de penaltis que decidiría el encuentro, sorprendió al portero rival con un lanzamiento «estilo Panenka».
España tuvo una mala presentación en el Mundial del 2014. Tras haber ganado la última edición, la selección se estrenaba en la competición ante la selección neerlandesa, mismo país al que había derrotado en la final del 2010. A pesar de haber empezado ganando por un penal de Xabi Alonso, el partido terminó 5-1 a favor de los holandeses, que contaron con grandes actuaciones de Robin van Persie y Arjen Robben. La segunda derrota española vendría por cuenta de Chile, que la venció por 2-0 con tantos de Eduardo Vargas y Charles Aránguiz. Esta derrota no solo caló hondo en la selección y el país, sino que también significó la eliminación directa de España en el torneo y sobre todo el llamado Fin de ciclo, al terminar así con una hegemonía mundial que el equipo ibérico había mantenido durante los últimos seis años. Con respecto a esta situación, el mismo jugador afirmó que no lo sentía como tal, ya que la misma suerte habían corrido otros campeones del mundo y habían seguido levantando títulos. España finalizó el campeonato con una victoria 3-0 ante Australia, con goles de Villa, Torres y Mata, pero que no borraría del recuerdo del mundo del fútbol el magro papel que desempeñó la selección, principalmente por quedar eliminada en primera fase después de tantos éxitos consecutivos conseguidos. Ramos fue titular en los tres partidos y jugó los 90' de cada uno, recibiendo una tarjeta amarilla en el último compromiso.
En octubre de 2018, Ramos vio una tarjeta amarilla en el partido contra la selección de Inglaterra y clasificatorio para la Liga de las Naciones 2018-19. Con esta nueva tarjeta apercibida, Ramos sumó un total de 22 tarjetas amarillas con la selección absoluta, siendo el jugador español con más amonestaciones de la historia del combinado nacional.
En el partido disputado contra Suiza, correspondiente a la Liga de las Naciones de la UEFA, el 14 de noviembre de 2020 se convirtió en el primer jugador en fallar dos penaltis en un mismo partido con la selección.
Después de no haber sido tomado en cuenta por el exentrenador de la selección Luis Enrique para el Mundial de Catar 2022, y, sobre todo, debido a la lista anunciada del actual seleccionador, Luis de la Fuente, en la cual no se le convocó para disputar los siguientes partidos de clasificación para la Eurocopa 2024, el 23 de febrero de 2023, anunció en un comunicado que se retiraba de la selección, después de casi 18 años defendiendo la divisa nacional.
También fue internacional en una ocasión con la selección de fútbol de Andalucía, en un partido amistoso ante la selección de fútbol de China, el partido finalizó con 4-0, a favor de Andalucía.

## Estadísticas

### Clubes
Actualizado al último partido disputado el 2 de marzo de 2025.
| Club                              | Div.          | Temporada     | Liga  | Liga  | Liga   | Copas nacionales | Copas nacionales | Copas nacionales | Copas internacionales | Copas internacionales | Copas internacionales | Total | Total | Total  |
| Club                              | Div.          | Temporada     | Part. | Goles | Asist. | Part.            | Goles            | Asist.           | Part.                 | Goles                 | Asist.                | Part. | Goles | Asist. |
| --------------------------------- | ------------- | ------------- | ----- | ----- | ------ | ---------------- | ---------------- | ---------------- | --------------------- | --------------------- | --------------------- | ----- | ----- | ------ |
| Sevilla "B" · España              | 2.ª B         | 2002-03       | 1     | 0     | 0      | —                | —                | —                | —                     | —                     | —                     | 1     | 0     | 0      |
| Sevilla "B" · España              | 2.ª B         | 2003-04       | 30    | 2     | 0      | —                | —                | —                | —                     | —                     | —                     | 30    | 2     | 0      |
| Sevilla "B" · España              | Total club    | Total club    | 31    | 2     | 0      | 0                | 0                | 0                | 0                     | 0                     | 0                     | 31    | 2     | 0      |
| Sevilla F. C. · España            | 1.ª           | 2003-04       | 7     | 0     | 0      | 0                | 0                | 0                | 0                     | 0                     | 0                     | 7     | 0     | 0      |
| Sevilla F. C. · España            | 1.ª           | 2004-05       | 31    | 2     | 0      | 5                | 0                | 0                | 6                     | 1                     | 0                     | 42    | 3     | 0      |
| Sevilla F. C. · España            | 1.ª           | 2005-06       | 1     | 0     | 0      | 0                | 0                | 0                | 0                     | 0                     | 0                     | 1     | 0     | 0      |
| Real Madrid C. F. · España        | 1.ª           | 2005-06       | 33    | 4     | 0      | 6                | 1                | 0                | 7                     | 1                     | 1                     | 46    | 6     | 1      |
| Real Madrid C. F. · España        | 1.ª           | 2006-07       | 33    | 5     | 3      | 3                | 0                | 0                | 6                     | 1                     | 0                     | 42    | 6     | 3      |
| Real Madrid C. F. · España        | 1.ª           | 2007-08       | 33    | 5     | 2      | 5                | 1                | 0                | 7                     | 0                     | 0                     | 45    | 6     | 2      |
| Real Madrid C. F. · España        | 1.ª           | 2008-09       | 32    | 4     | 3      | 2                | 1                | 0                | 8                     | 1                     | 0                     | 42    | 6     | 3      |
| Real Madrid C. F. · España        | 1.ª           | 2009-10       | 33    | 4     | 5      | 0                | 0                | 0                | 7                     | 0                     | 0                     | 40    | 4     | 5      |
| Real Madrid C. F. · España        | 1.ª           | 2010-11       | 31    | 3     | 2      | 7                | 1                | 0                | 8                     | 0                     | 0                     | 46    | 4     | 2      |
| Real Madrid C. F. · España        | 1.ª           | 2011-12       | 34    | 3     | 6      | 6                | 0                | 0                | 11                    | 1                     | 1                     | 51    | 4     | 7      |
| Real Madrid C. F. · España        | 1.ª           | 2012-13       | 26    | 4     | 1      | 5                | 0                | 0                | 9                     | 1                     | 1                     | 40    | 5     | 2      |
| Real Madrid C. F. · España        | 1.ª           | 2013-14       | 32    | 4     | 1      | 8                | 0                | 0                | 11                    | 3                     | 1                     | 51    | 7     | 2      |
| Real Madrid C. F. · España        | 1.ª           | 2014-15       | 27    | 4     | 1      | 4                | 1                | 0                | 11                    | 2                     | 0                     | 42    | 7     | 1      |
| Real Madrid C. F. · España        | 1.ª           | 2015-16       | 23    | 2     | 2      | 0                | 0                | 0                | 10                    | 1                     | 0                     | 33    | 3     | 2      |
| Real Madrid C. F. · España        | 1.ª           | 2016-17       | 28    | 7     | 0      | 3                | 1                | 0                | 13                    | 2                     | 2                     | 44    | 10    | 2      |
| Real Madrid C. F. · España        | 1.ª           | 2017-18       | 26    | 4     | 1      | 3                | 0                | 0                | 13                    | 1                     | 0                     | 42    | 5     | 1      |
| Real Madrid C. F. · España        | 1.ª           | 2018-19       | 28    | 6     | 1      | 6                | 3                | 0                | 8                     | 2                     | 0                     | 42    | 11    | 1      |
| Real Madrid C. F. · España        | 1.ª           | 2019-20       | 35    | 11    | 0      | 4                | 0                | 0                | 5                     | 2                     | 0                     | 44    | 13    | 0      |
| Real Madrid C. F. · España        | 1.ª           | 2020-21       | 15    | 2     | 0      | 1                | 0                | 0                | 5                     | 2                     | 1                     | 21    | 4     | 1      |
| Real Madrid C. F. · España        | Total club    | Total club    | 469   | 72    | 28     | 63               | 9                | 0                | 139                   | 20                    | 7                     | 671   | 101   | 40     |
| Paris Saint Germain F. C. Francia | 1.ª           | 2021-22       | 12    | 2     | 0      | 1                | 0                | 0                | 0                     | 0                     | 0                     | 13    | 2     | 0      |
| Paris Saint Germain F. C. Francia | 1.ª           | 2022-23       | 33    | 2     | 1      | 4                | 2                | 0                | 8                     | 0                     | 0                     | 45    | 4     | 1      |
| Paris Saint Germain F. C. Francia | Total club    | Total club    | 45    | 4     | 1      | 5                | 2                | 0                | 8                     | 0                     | 0                     | 58    | 6     | 1      |
| Sevilla F. C. · España            | 1.ª           | 2023-24       | 27    | 3     | 0      | 4                | 2                | 0                | 5                     | 2                     | 1                     | 36    | 7     | 1      |
| Sevilla F. C. · España            | Total club    | Total club    | 66    | 5     | 0      | 9                | 2                | 0                | 11                    | 3                     | 1                     | 86    | 10    | 1      |
| C. F. Monterrey · México          | 1.ª           | 2024-25       | 8     | 3     | 0      | —                | —                | —                | 5                     | 2                     | 0                     | 13    | 5     | 0      |
| C. F. Monterrey · México          | Total club    | Total club    | 8     | 3     | 0      | 0                | 0                | 0                | 5                     | 2                     | 0                     | 13    | 5     | 0      |
| Total carrera                     | Total carrera | Total carrera | 615   | 86    | 29     | 77               | 13               | 0                | 162                   | 25                    | 8                     | 854   | 125   | 37     |

### Selección
Actualizado al último partido jugado el 31 de marzo de 2021
En la temporada 2013-14 se contabiliza un partido frente a Guinea Ecuatorial que fue anulado por la propia FIFA por irregularidades burocráticas con el pasaporte del árbitro del encuentro. Así, en un principio los jugadores que disputaron dicho encuentro se les anuló dicha participación en sus registros, que sin embargo sí contabilizaron años después.
| Absoluta · España |               |    |    |    |             |             |    |    |    |     |    |
| 2004-05 | 1             | -  | -  | -  | Inexistente | Inexistente | 2  | -  | 3  | 0   |    |
| 2005-06 | 6             | -  | -  | -  | Inexistente | Inexistente | 5  | 2  | 11 | 2   |    |
| 2006-07 | 4             | -  | 6  | -  | Inexistente | Inexistente | -  | -  | 10 | 0   |    |
| 2007-08 | 5             | -  | 10 | 2  | Inexistente | Inexistente | -  | -  | 15 | 2   |    |
| 2008-09 | 4             | -  | -  | -  | Inexistente | Inexistente | 9  | -  | 13 | 0   |    |
| 2009-10 | 6             | 1  | -  | -  | Inexistente | Inexistente | 9  | -  | 15 | 1   |    |
| 2010-11 | 4             | -  | 5  | -  | Inexistente | Inexistente | -  | -  | 9  | 0   |    |
| 2011-12 | 7             | -  | 9  | 1  | Inexistente | Inexistente | -  | -  | 16 | 1   |    |
| 2012-13 | 6             | 1  | -  | -  | Inexistente | Inexistente | 10 | 2  | 16 | 3   |    |
| 2013-14 | 6             | -  | -  | -  | Inexistente | Inexistente | 6  | -  | 12 | 0   |    |
| 2014-15 | 4             | -  | 4  | 1  | Inexistente | Inexistente | -  | -  | 8  | 1   |    |
| 2015-16 | 2             | -  | 6  | -  | Inexistente | Inexistente | -  | -  | 8  | 0   |    |
| 2016-17 | 2             | -  | -  | -  | Inexistente | Inexistente | 5  | -  | 7  | 0   |    |
| 2017-18 | 5             | 2  | -  | -  | Inexistente | Inexistente | 8  | 1  | 13 | 3   |    |
| 2018-19 | 1             | 1  | 4  | 3  | 4           | 3           | -  | -  | 9  | 7   |    |
| 2019-20 | -             | -  | 5  | 1  | -           | -           | -  | -  | 5  | 1   |    |
| 2020-21 | 2             | -  | -  | -  | 6           | 2           | 2  | -  | 10 | 2   |    |
| Total carrera | Total carrera | 65 | 5  | 49 | 8           | 10          | 5  | 56 | 5  | 180 | 23 |
| (4) Incluye datos de la Eurocopa y procesos clasificatorios. (5) Incluye datos de la Liga de las Naciones. (6) Incluye datos de la Copa Mundial, Copa Confederaciones y procesos clasificatorios. |               |    |    |    |             |             |    |    |    |     |    |

#### Participaciones en fases finales
| Competición               | Categoría | Sede              | Resultado        | Partidos | Goles |
| ------------------------- | --------- | ----------------- | ---------------- | -------- | ----- |
| Copa del Mundo 2006       | Absoluta  | Alemania          | Octavos de final | 3        | 0     |
| Eurocopa 2008             | Absoluta  | Austria y Suiza   | Campeón          | 5        | 0     |
| Copa Confederaciones 2009 | Absoluta  | Sudáfrica         | Tercer lugar     | 3        | 0     |
| Copa del Mundo 2010       | Absoluta  | Sudáfrica         | Campeón          | 7        | 0     |
| Eurocopa 2012             | Absoluta  | Polonia y Ucrania | Campeón          | 6        | 0     |
| Copa Confederaciones 2013 | Absoluta  | Brasil            | Subcampeón       | 5        | 0     |
| Copa del Mundo 2014       | Absoluta  | Brasil            | Fase de grupos   | 3        | 0     |
| Eurocopa 2016             | Absoluta  | Francia           | Octavos de final | 4        | 0     |
| Copa del Mundo 2018       | Absoluta  | Rusia             | Octavos de final | 4        | 0     |
| Total                     | Total     | Total             | Total            | 40       | 0     |

#### Goles como internacional
| Goles internacionales con España | Goles internacionales con España | Goles internacionales con España      | Goles internacionales con España | Goles internacionales con España | Goles internacionales con España | Goles internacionales con España        |
| #                                | Fecha                            | Lugar                                 | Rival                            | Gol                              | Resultado                        | Competición                             |
| -------------------------------- | -------------------------------- | ------------------------------------- | -------------------------------- | -------------------------------- | -------------------------------- | --------------------------------------- |
| 1.                               | 13 de octubre de 2005            | Estadio Olímpico, Serravalle          | San Marino                       | 0–3                              | 0–6                              | Clasificación Mundial 2006              |
| 2.                               | 13 de octubre de 2005            | Estadio Olímpico, Serravalle          | San Marino                       | 0–4                              | 0–6                              | Clasificación Mundial 2006              |
| 3.                               | 13 de octubre de 2007            | Estadio NRGi Park, Aarhus             | Dinamarca                        | 0–2                              | 1–3                              | Clasificación Eurocopa 2008             |
| 4.                               | 17 de noviembre de 2007          | Estadio Santiago Bernabéu, Madrid     | Suecia                           | 3–0                              | 3–0                              | Clasificación Eurocopa 2008             |
| 5.                               | 3 de marzo de 2010               | Stade de France, Saint-Denis          | Francia                          | 0–2                              | 0-2                              | Amistoso                                |
| 6.                               | 6 de septiembre de 2011          | Estadio Las Gaunas, Logroño           | Liechtenstein                    | 3–0                              | 6–0                              | Clasificación Eurocopa 2012             |
| 7.                               | 16 de octubre de 2012            | Estadio Vicente Calderón, Madrid      | Francia                          | 1–0                              | 1–1                              | Clasificación Mundial 2014              |
| 8.                               | 14 de noviembre de 2012          | Estadio Rommel Fernández, Juan Díaz   | Panamá                           | 0-4                              | 1–5                              | Amistoso                                |
| 9.                               | 22 de marzo de 2013              | Estadio El Molinón, Gijón             | Finlandia                        | 1–0                              | 1–1                              | Clasificación Mundial 2014              |
| 10.                              | 8 de septiembre de 2014          | Estadio Ciudad de Valencia, Valencia  | Macedonia del Norte              | 1–0                              | 5–1                              | Clasificación Eurocopa 2016             |
| 11.                              | 5 de septiembre de 2017          | Rheinpark Stadion, Vaduz              | Liechtenstein                    | 0–1                              | 0–8                              | Clasificación Mundial 2018              |
| 12.                              | 14 de noviembre de 2017          | Estadio Krestovski, San Petersburgo   | Rusia                            | 0–2                              | 3–3                              | Amistoso                                |
| 13.                              | 14 de noviembre de 2017          | Estadio Krestovski, San Petersburgo   | Rusia                            | 3–3                              | 3–3                              | Amistoso                                |
| 14.                              | 11 de septiembre de 2018         | Estadio Manuel Martínez Valero, Elche | Croacia                          | 5–0                              | 6–0                              | Liga de Naciones de la UEFA 2018-19     |
| 15.                              | 11 de octubre de 2018            | Millennium Stadium, Cardiff           | Gales                            | 0–2                              | 1–4                              | Amistoso                                |
| 16.                              | 15 de octubre de 2018            | Estadio Benito Villamarín, Sevilla    | Inglaterra                       | 2–3                              | 2–3                              | Liga de Naciones de la UEFA 2018-19     |
| 17.                              | 15 de noviembre de 2018          | Estadio Maksimir, Zagreb              | Croacia                          | 2–2                              | 3–2                              | Liga de Naciones de la UEFA 2018-19     |
| 18.                              | 23 de marzo de 2019              | Estadio de Mestalla, Valencia         | Noruega                          | 2-1                              | 2-1                              | Clasificación Eurocopa 2020             |
| 19.                              | 7 de junio de 2019               | Tórsvøllur, Tórshavn                  | Islas Feroe                      | 0-1                              | 1-4                              | Clasificación Eurocopa 2020             |
| 20.                              | 10 de junio de 2019              | Estadio Santiago Bernabéu, Madrid     | Suecia                           | 1-0                              | 3-0                              | Clasificación Eurocopa 2020             |
| 21.                              | 5 de septiembre de 2019          | Arena Națională, Bucarest             | Rumania                          | 0-1                              | 1-2                              | Clasificación Eurocopa 2020             |
| 22.                              | 6 de septiembre de 2020          | Estadio Alfredo Di Stéfano, Madrid    | Ucrania                          | 1-0                              | 4-0                              | Liga de las Naciones de la UEFA 2020-21 |
| 23.                              | 6 de septiembre de 2020          | Estadio Alfredo Di Stéfano, Madrid    | Ucrania                          | 2-0                              | 4-0                              | Liga de las Naciones de la UEFA 2020-21 |

## Palmarés y distinciones individuales

### Títulos nacionales (14)
| Título             | Club                      | Año  |
| ------------------ | ------------------------- | ---- |
| Campeonato de Liga | Real Madrid C. F.         | 2007 |
| Campeonato de Liga | Real Madrid C. F.         | 2008 |
| Supercopa          | Real Madrid C. F.         | 2008 |
| Copa               | Real Madrid C. F.         | 2011 |
| Campeonato de Liga | Real Madrid C. F.         | 2012 |
| Supercopa          | Real Madrid C. F.         | 2012 |
| Copa               | Real Madrid C. F.         | 2014 |
| Campeonato de Liga | Real Madrid C. F.         | 2017 |
| Supercopa          | Real Madrid C. F.         | 2017 |
| Supercopa          | Real Madrid C. F.         | 2020 |
| Campeonato de Liga | Real Madrid C. F.         | 2020 |
| Campeonato de Liga | Paris Saint-Germain F. C. | 2022 |
| Supercopa          | Paris Saint-Germain F. C. | 2022 |
| Campeonato de Liga | Paris Saint-Germain F. C. | 2023 |

### Títulos internacionales (15)
| Título              | Equipo (*)        | Año  |
| ------------------- | ----------------- | ---- |
| Europeo Sub-19      | España (sub-19)   | 2004 |
| Eurocopa            | España            | 2008 |
| Copa del Mundo      | España            | 2010 |
| Eurocopa            | España            | 2012 |
|                     |                   |      |
| Liga de Campeones   | Real Madrid C. F. | 2014 |
| Supercopa de Europa | Real Madrid C. F. | 2014 |
| Mundial de Clubes   | Real Madrid C. F. | 2014 |
| Liga de Campeones   | Real Madrid C. F. | 2016 |
| Supercopa de Europa | Real Madrid C. F. | 2016 |
| Mundial de Clubes   | Real Madrid C. F. | 2016 |
| Liga de Campeones   | Real Madrid C. F. | 2017 |
| Supercopa de Europa | Real Madrid C. F. | 2017 |
| Mundial de Clubes   | Real Madrid C. F. | 2017 |
| Liga de Campeones   | Real Madrid C. F. | 2018 |
| Mundial de Clubes   | Real Madrid C. F. | 2018 |

(*) Incluyendo la selección.

### Distinciones individuales
| Distinción                                                 | Año                                                              |
| ---------------------------------------------------------- | ---------------------------------------------------------------- |
| Nominado al Balón de Oro                                   | 2008, 2012, 2014, 2016, 2017, 2018                               |
| Equipo del Año de la IFFHS                                 | 2017, 2018, 2019, 2020                                           |
| Equipo del Año de la European Sport Media                  | 2008, 2012, 2015, 2017                                           |
| Mejor defensa del mundo según France Football              | 2016                                                             |
| Mejor defensa central del mundo según FourFourTwo          | 2018                                                             |
| Mejor defensa central del mundo según ESPN                 | 2017, 2018                                                       |
| Incluido en el once ideal de la década por Goal            | 2019                                                             |
| Incluido en el once ideal de la década por France Football | 2019                                                             |
| Once histórico de bronce del Balón de Oro                  | 2020                                                             |
| Incluido en el once ideal de la década por L'Équipe        | 2020                                                             |
| LaLiga                                                     |                                                                  |
| Jugador Revelación de La Liga                              | 2005                                                             |
| Mejor Defensa de La Liga                                   | 2012, 2013, 2014, 2015, 2017                                     |
| XI Ideal de La Liga                                        | 2016, 2017                                                       |
| UEFA                                                       |                                                                  |
| Equipo del Año de la UEFA                                  | 2008, 2012, 2013, 2014, 2015, 2016, 2017, 2018                   |
| Equipo Ideal–Eurocopa                                      | 2012                                                             |
| Equipo Ideal–Liga de Campeones                             | 2014, 2016, 2017, 2018                                           |
| Mejor Defensa del Año de la UEFA                           | 2017, 2018                                                       |
| FIFA                                                       |                                                                  |
| Nominado al FIFA/FIFPro World XI                           | 2007, 2009, 2010                                                 |
| XI Mundial FIFA/FIFPro                                     | 2008, 2011, 2012, 2013, 2014, 2015, 2016, 2017, 2018, 2019, 2020 |
| Equipo Ideal–Copa Mundial                                  | 2010                                                             |
| Balón de Oro del Mundial de Clubes                         | 2014                                                             |
| Bota de Oro del Mundial de Clubes                          | 2014                                                             |
| Jugador del Partido                                        |                                                                  |
| Jugador del Partido–Eurocopa 2012 (vs Portugal)            | 2012                                                             |
| Jugador del Partido–Final de Liga de Campeones             | 2016                                                             |
| Jugador del Partido–Supercopa de Europa                    | 2016                                                             |

### Condecoraciones
| Distinción                                           | Año  |
| ---------------------------------------------------- | ---- |
| Medalla de Andalucía                                 | 2009 |
| Hijo Predilecto de Camas                             | 2010 |
| Medalla de Oro de la Real Orden del Mérito Deportivo | 2011 |
| Medalla de Oro de Sevilla                            | 2014 |

## Vida privada
Desde 2012 mantiene una relación con la presentadora Pilar Rubio. El 15 de junio de 2019 se casaron, tras siete años de relación, en la catedral de Sevilla. Tienen cuatro hijos, Sergio, nacido el 6 de mayo de 2014, Marco, nacido el 14 de noviembre de 2015, Alejandro, nacido el 25 de marzo de 2018, y Máximo Adriano, nacido el 26 de julio de 2020.
El 23 de octubre de 2019 Hacienda le impone una multa de un millón de euros por evadir impuestos de los derechos de imagen.
Es primo segundo del exfutbolista José Mari.

## Filmografía
- Documental Movistar+ (25/05/2016), «Informe Robinson - Capitán Ramos» en YouTube